# Trachemys callirostris
Trachemys callirostris is een schildpad uit de familie moerasschildpadden (Emydidae). De soort werd voor het eerst wetenschappelijk beschreven door John Edward Gray in 1856. De soort werd voor het eerst wetenschappelijk beschreven door John Edward Gray in 1856. Oorspronkelijk werd de wetenschappelijke naam Emys callirostris gebruikt. De soort werd lange tijd als ondersoort van de lettersierschildpad beschouwd, waardoor de verouderde wetenschappelijke naam in de literatuur wordt gebruikt. 
De schildpad bereikt een maximale schildlengte tot 25 centimeter. De schildpad is te herkennen aan de vele kleine gele vlekjes aan de kop.
Trachemys callirostris komt voor in delen van Zuid-Amerika en leeft in de landen Argentinië, Brazilië, Colombia en Uruguay. De habitat bestaat uit rivieren en andere wateren.

## Ondersoorten
Er worden twee ondersoorten erkend, die verschillen in het uiterlijk en het verspreidingsgebied. 
- Ondersoort Trachemys callirostris callirostris
- Ondersoort Trachemys callirostris chichiriviche